# Євроскептицизм
Євроскептици́зм (англ. euroscepticism) —  одна із форм опозиції діяльності Європейського Союзу, відповідно до якої її прихильники (євроскептики) фокусуються на ідеях, думках, діях, що спрямовані на сумнів, критику, неприйняття і зневіру стосовно або всього Європейського Союзу, або певної його політики чи діяльності конкретного інституту тощо . В країнах Європи євроскептичними партіями є, як правило, націоналістичні, націонал-консервативні, деякі консервативні й ультраправі сили; ліві партії в основному виступають за перебудову Євросоюзу на соціалістичний лад і за послаблення на нього американського впливу, а не загалом проти єдності Європи. 

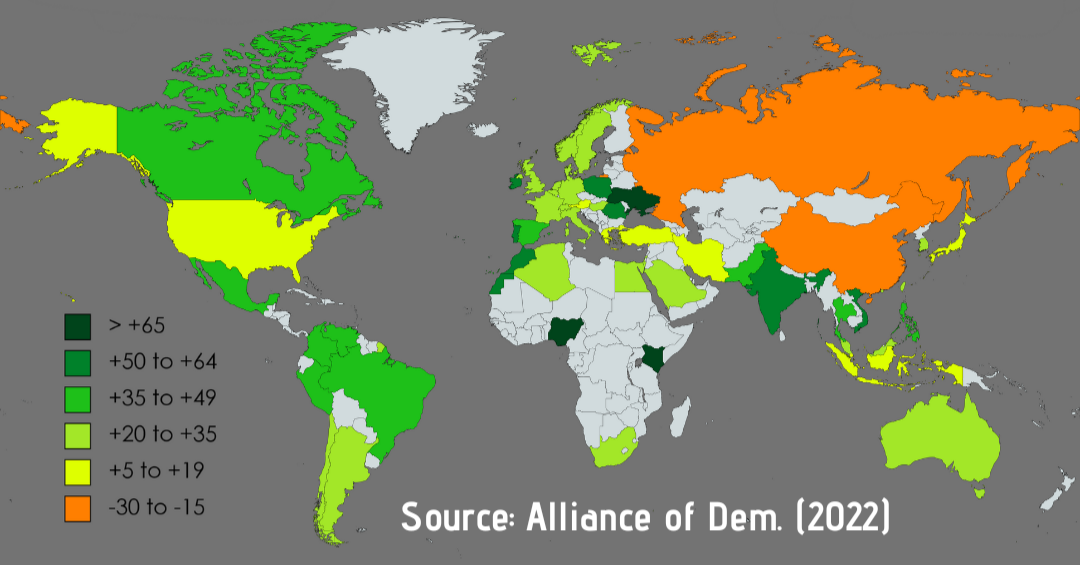
Громадська думка про ЄС (2022)

Виникнення євроскептицизму є логічним і зрозумілим явищем, навіть більше – нормальним у демократичних суспільствах. Адже воно, власне, демонструє, наскільки та чи інша нація готова приймати чи протистояти різним глобальним катаклізмам, утворенням і викликам. У даному випадку перед європейськими державами на початку 1950-х рр. постав виклик створення нового типу міжнародної організації, яка передбачала вельми тісні стосунки між її членами. При цьому суспільства різних країн побоювалося інколи протилежних наслідків інтеграційних процесів. З одного боку, перед ними з’явилася проблема збереження національного суверенітету, з іншого боку існувала боязнь моноцентричного керівництва ключових держав-засновниць нового утворення — Франції та Німеччини.

## Виникнення євроскептицизму
У середині ХХ століття ідея європейської інтеграції розділила суспільства деяких країн Європи та їх наукові і політичні еліти на три умовні групи. До першої входили її палкі прихильники, до другої — ті, хто сумнівалися у доцільності чи/та успішності євроінтеграції, а третю формували категоричні противники будь-яких єврооб’єднавчих рухів. Це засвідчує перше міжнародне опитування громадської думки про ідею формування «Сполучених Штатів Європи», яке було проведено у вересні 1947 року. Тоді більшість німців, французів і голландців висловились на користь цієї ідеї, в той час як більшість норвежців і шведів проявили невпевненість щодо неї. Але певна частина кожного з тих суспільств таки виступила проти вказаного інтеграційного проекту. Цілком імовірно, що така їх відповідь мала євроскептичне забарвлення. Дослідження ж, проведене у Великій Британії, показало, що більшість британців не зайняли конкретну позицію з цього питання та відповідали умовно: «важко відповісти».
Опитування 1947 р., демонструє, що у Німеччині, Франції та Нідерландах були як прихильники, яких було значно більше, так і противники/скептики, що були у меншості, але, все-таки, були. Це дозволяє припускати, що євроскептицизм стосовно створення «Об’єднаної Європи» проявився не лише у Великій Британії, але також у Німеччині, Франції та інших названих країнах одночасно. Тому ще до створення ЄОВС (1951 р.), у цих державах можна було помітити не тільки прихильників, але і євроскептиків та противників інтеграційного процесу. Ця теза дозволяє не погодитись із загальною думкою, що євроскептицизм виник у Великій Британії.
Більшість дослідників пов’язують виникнення євроскептицизму з такими причинами як страх перед глобалізацією; занепокоєння щодо втрати державного суверенітету і суверенності національної влади; побоювання утворення наддержави у вигляді ЄС, де національні уряди не матимуть впливових повноважень, а всі рішення прийматиме центральна наднаціональна влада; через дефіцит демократії та ін. Проте, на думку дослідника Омеляна Тарнавського, ранній євроскептицизм базувався переважно на страхах перед потенційними загрозами, які, однак, не підтверджуються дійсними процесами євроінтеграції. Тобто, підстави і аргументи ранніх євроскептиків (1950-ті рр.), а отже фундаторів цієї суспільно-політичної течії, були доволі гіпотетичними і ніяк не корелювали з тим, що насправді пропонували організації, які передували створенню ЄС (ЄОВС, ЄЕС, ЄСАЕ). Адже держави-члени спочатку ЄОВС та ЄЕС, а пізніше — ЄС мали і мають достатньо важелів, щоб не допустити того, чого євроскептики власне боялися і бояться донині.

### Виникнення терміна «євроскептицизм»
З історичної точки зору термін «євроскептицизм» відносно новий. Одначе, стосовно того, коли саме він виник, досі тривають дискусії серед науковців різних країн світу. Хорватські дослідники Інес Керсан-Шкабіч і Данієл Томіч доводять, що термін євроскептицизм бере свої коріння з політичного дискурсу британської Консервативної партії у контексті її позиції щодо членства Великої Британії у Європейському Економічному Співтоваристві (ЄЕС). За їх твердженням, ця партія категорично рекомендувала стояти осторонь процесу європейської інтеграції ще на початку 1950-х рр. і щодо референдуму з питання членства Великої Британії у 1975 році.
Британські вчені Роберт Хармсен і Менно Спірінг, а також норвезький дослідник Саймон Ашуд, стверджують, що вперше термін євроскептицизм було вжито у виданні The Times у червні 1986 р. Тоді йшлося про те, що корінь євроскептицизму — у позиції Великої Британії проти французько-німецького домінування в ЄС. Французька дослідниця Аґнес Александра-Кольєр доводить, що слово «євроскептицизм» вперше було озвучено прем'єр-міністром Великої Британії Маргарет Тетчер під час її знаменитої промови у м. Брюгге у 1988 р. Натомість, англійський дослідник Кріс Флуд переконаний, що перше використання терміна «євроскептицизм» засвідчено лише у 1991 р. у Британському Національному Корпусі — збірнику 100 мільйонів слів писемного та усного мовлення з широкого кола джерел. Дослідники Гарі Маркс і Лісбет Хюґ взагалі твердять, що цей термін вперше з'явився в «The Economist» лише у грудні 1992 р., де описувалася критична думка населення Німеччини з питань європейської інтеграції.
Очевидно, що термін євроскептицизм носить публіцистичне походження, але через велику увагу науковців за останні 20 років, він все частіше стає об'єктом наукових досліджень. За цей час учені узгодили розуміння щодо самого терміна, в якому «євро» означає ЄС, а «скептицизм» — сумнів. Більшість дослідників та експертів з європейських студій вважають, що будь-який сумнів певної держави-члена ЄС щодо європейських інституцій є проявом євроскептицизму.
Як бачимо, саме визначення історії появи поняття «євроскептицизм» дотепер є дискусійним питанням серед провідних дослідників європейських студій. На думку О. Тарнавського, слово «євроскептицизм» могло бути вжито у політичному дискурсі ще на початку 1950-х рр. Але це питання, вочевидь, потребує подальших уважних досліджень. 

### Наукова концептуалізація євроскептицизму
Хоча саме поняття «євроскептицизм» обговорювалось у медійному середовищі ЄС від середини 1950-х–1980-х рр. у дискурсі політичної науки термін «євроскептицизм» закріпився лише в другій половині 1990-х рр., Так, в 1996 році вийшла книга британського науковця Майкла Ньюмена «Демократія, суверенітет та Європейський Союз», в якій він зазначає, що «британські євроскептики є послідовниками тетчеристського крила Консервативної партії, які виступають проти централізованого контролю та за неоліберальну економіку». В той час, як свідчить робота цього науковця, євроскептиків часто іменували опонентами ЄС. За перші спроби наукової концептуалізації євроскептицизму варто завдячувати також французькому науковцю Бертранду Бенуа, який у своїй книзі «Соціальний націоналізм: анатомія французького євроскептицизму» досліджує тенденції євроскептицизму у Франції з 1988 до 1997 рр. Варто визнати, що вчений не дає конкретного визначення поняттю євроскептицизм, але висловлює думку, що євроскептицизм у Франції є формою «соціального націоналізму». Дослідник вважає, що певна частина французів бачить ЄС як загрозу для французької ідентичності, традиційних політичних й економічних інститутів цієї країни.
Ще однією, але більш змістовною щодо розкриття самого феномену євроскептицизму, на думку О. Тарнавського, стала праця британського політолога Пола Таґґарта «Пробне інакомислення: Євроскептицизм в сучасних західноєвропейських партійних системах». Із самого початку, під терміном «євроскептицизм» П. Таґґарт мав на увазі скептичне ставлення до інтеграційних процесів у Європейському Союзі, а також різку критику політики ЄС. Він визначив його як прояв випадкової або глибоко вкоріненої опозиції до європейської інтеграції. 

## Євроскептицизм в Україні
В Україні суспільно-політичний феномен євроскептицизму поки що не має якогось чіткого розуміння як, наприклад, на Заході. Ба більше, в українському суспільстві багато хто його навіть не розуміє. Однією із особливостей українського типу «євроскептицизму» є те, що він характеризується не сумнівом українців щодо надійності ЄС, його інститутів чи, власне, безпеки національного суверенітету у контексті євроінтеграції України, збереження власної самобутності, що характерно для багатьох держав-учасниць ЄС, а, що дійсно важливо, сумнівом щодо потенційного вступу України до ЄС, прийняття нашої держави у лави країн-членів ЄС і т. д. 

## Партії і організації (в абетковому порядку відповідно до країни та назви партії)
- Європа свободи та демократії (фракція Європарламенту)
- Австрійська Партія Свободи
- Спілка за майбутнє Австрії (Австрія)
- Атака (Болгарія)
- Британська національна партія (Велика Британія)
- Демократична юніоністська партія (Велика Британія)
- Консервативна партія (Велика Британія)
- Національний Фронт (Велика Британія)
- Партія незалежності Сполученого Королівства (Велика Британія)
- Народний православний заклик (Греція)
- Хрісі Авгі (Греція)
- Данський союз (Данія)
- Центристська партія (Естонія)
- Шинн Фейн (Ірландія)
- Прогресивна партія (Ісландія)
- Ліга Півночі (Італія)
- Союз зелених і селян (Латвія)
- Порядок і справедливість (Литва)
- Лейбористська партія (Мальта)
- Реформістська партія (Нідерланди)
- Соціалістична партія (Нідерланди)
- Християнський союз (Нідерланди)
- Альтернатива для Німеччини (Німеччина)
- Національно-демократична партія Німеччини (Німеччина)
- Німецькі консерватори (Німеччина)
- Християнсько-демократична партія (Норвегія)
- Комуністична партія Португалії (Португалія)
- Народна партія Португалії (Португалія)
- Сербська радикальна партія (Сербія)
- Консервативні демократи Словаччини (Словаччина)
- Йоббік «Рух за кращу Угорщину» (Угорщина)
- Політика може бути іншою (Угорщина)
- Фідес — Угорський громадянський союз (Угорщина)
- Братство (Україна)
- Всеукраїнське об'єднання «Свобода» (Україна)
- Національний корпус (Україна)
- (Україна)
- Правий сектор (Україна)
- УНА-УНСО (Україна)
- Національний фронт (Франція)
- Хорватська партія права (Хорватія)
- Громадянська демократична партія (Чехія)
- Консервативна партія (Чехія)
- Партія вільних громадян (Чехія)
- Швейцарська народна партія (Швейцарія)
- Партія зелених (Швеція)
- Ліва партія (Швеція)